# فن أردني

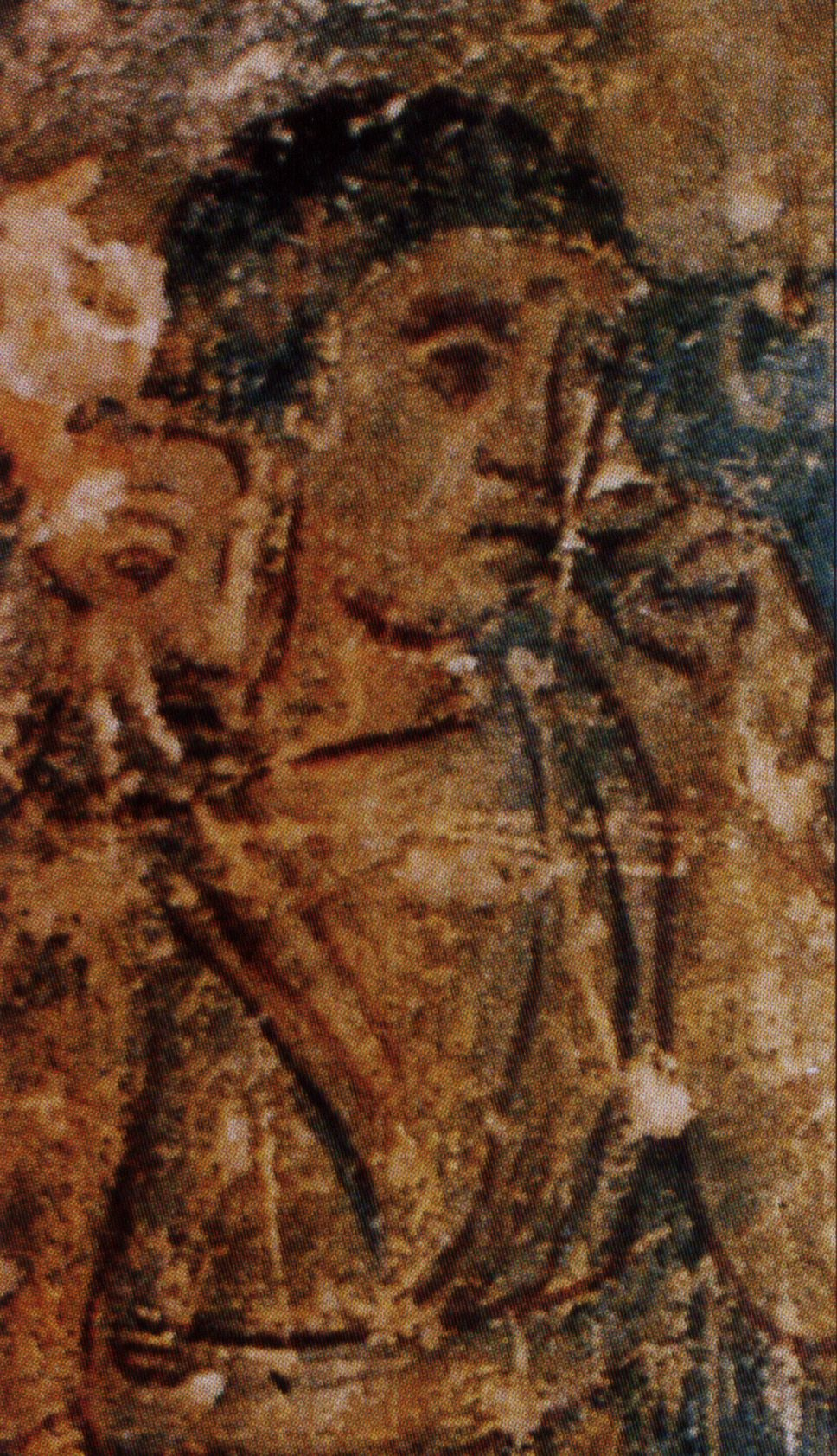
فريسكو من قصر عمرة، يمثل أحد أشكال الفن الأموي في الأردن، خلال القرن الثامن للميلاد.

للفن الأردني  تاريخ عريق، إذ تعود أقدم التماثيل، التي عُثر عليها في عين غزال ،(قرب العاصمة الأردنية عمان)، إلى العصر الحجري الحديث.
هناك العديد من أشكال الفن الأردني بما في ذلك الفسيفساء والسيراميك والنسيج والموسيقى والزجاج. هناك العديد من الفنانين المحليين وكذلك العرب وأولئك الذين يعيشون في الخارج، الذين لديهم في كثير من الأحيان معارض في معارض فنية مختلفة في الأردن. بالإضافة إلى متحف الفنون في جبل اللويبدة يوجد دارة الفنون، وهو مركز للفنون يقيم في كثير من الأحيان معارض للفنانين المحليين والعرب والدوليين وهو أيضاً في جبل اللويبدة وهناك العديد من المراكز الفنية الأخرى التي تقيم المعارض أيضاً.

## العصر الحجري الحديث
عُثِر في الأردن وتحديدا في عين غزال على تماثيل ومنحوتات قديمة صنعت من الجص، يعود تاريخها إلى العصر الحجري الحديث، حيث قام صانعوها (السكان الأولون لعين غزال)  باستخدام القار الذي استخرجوه من البحر الميت ، في رسم عيون التماثيل. كما استخدموا أيضًا مادة سيليكاتالنحاس.وقد تم العثور على هذه التماثيل  على فترتين زمنيتين مختلفتين، حيث عُثر على المجموعة الأولى في عام 1983، أما الثانية فكانت في عام 1985 . حيث وُجدت التماثيل مدفونةً داخل حفرة تحت أرضية أحد البيوت القديمة في عين غزال. وقد رجح باحثو علم الآثار  أنها كانت ذات قيمة وأهمية كبيرة لتدفن بهذا الشكل، إذ قد تكون ذات قيمة دينية أو عقائدية.

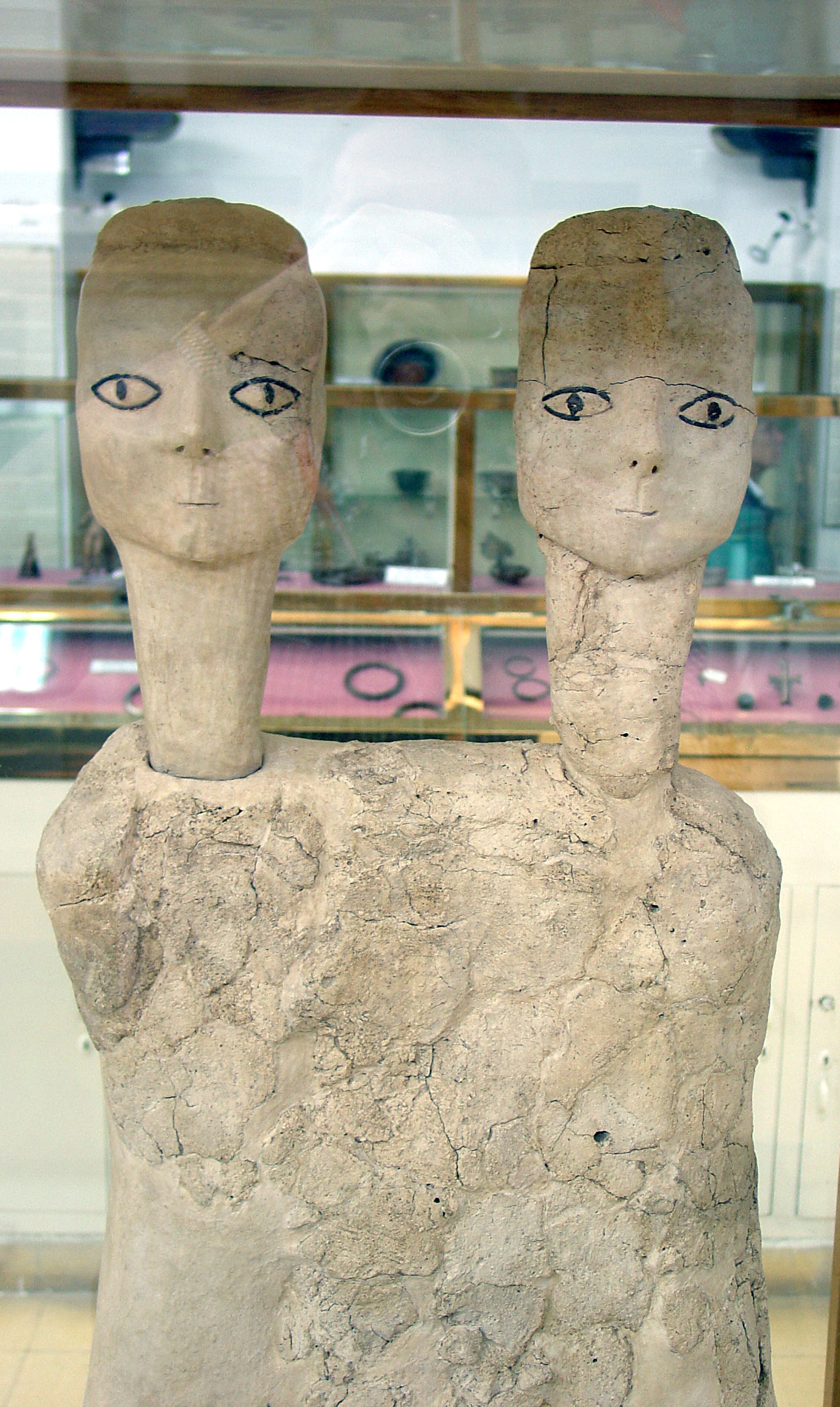
تماثيل عين غزال ،العصر الحجري الحديث، مابين (6500 - 6700) قبل الميلاد ، موجودة حاليا في متحف الآثار الأردني ، عمان.
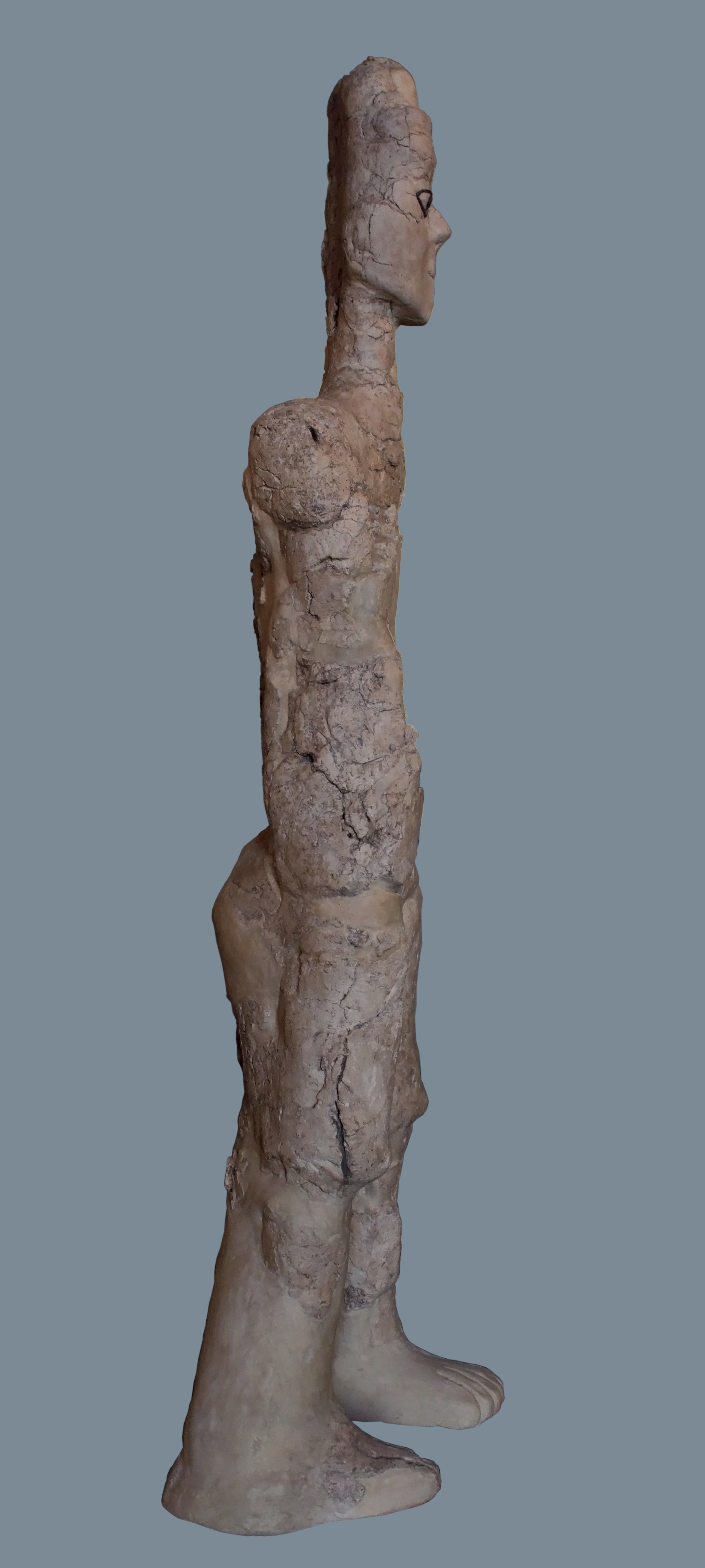
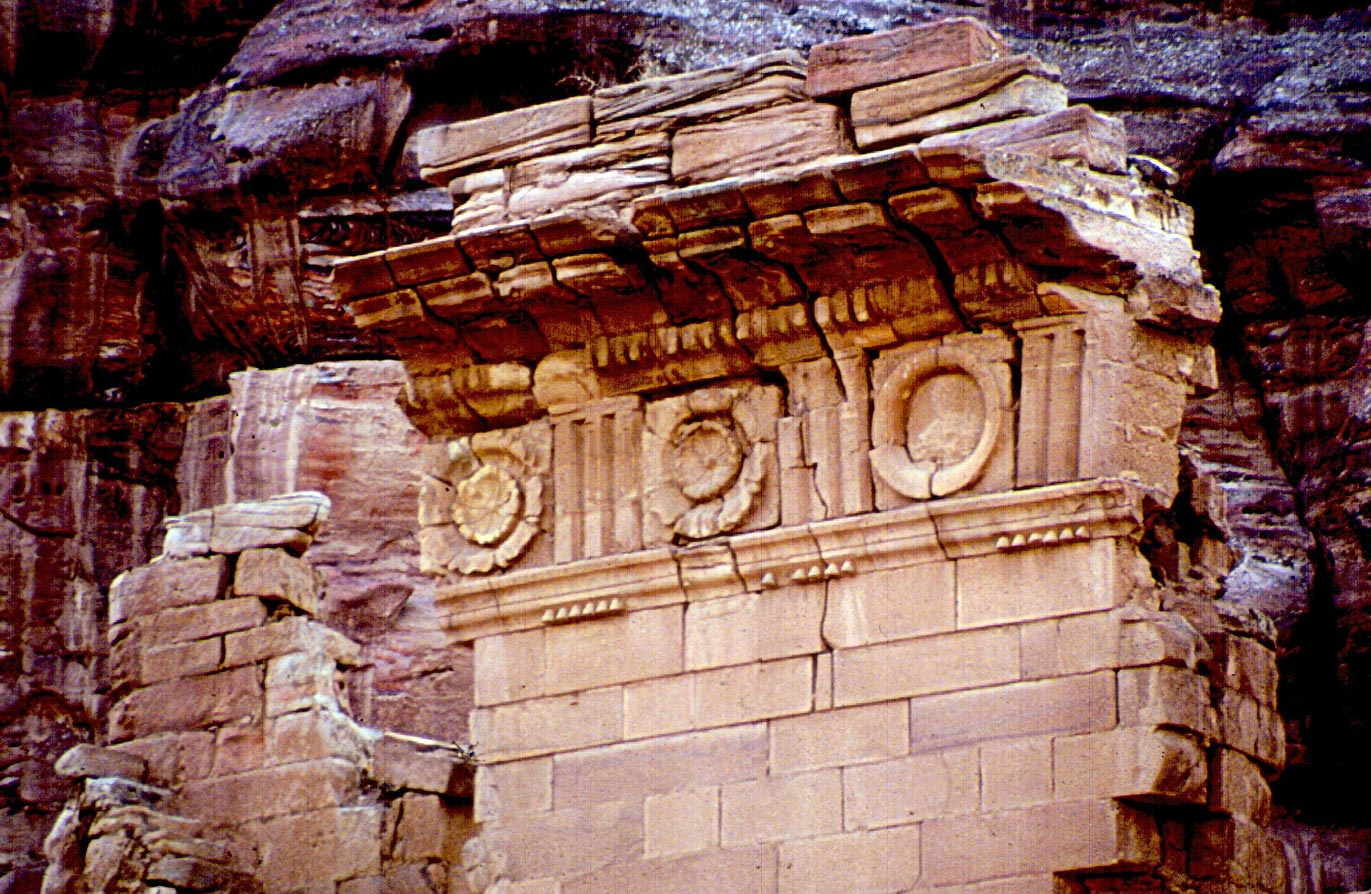
إفريز في قصر البنت ، البتراء.
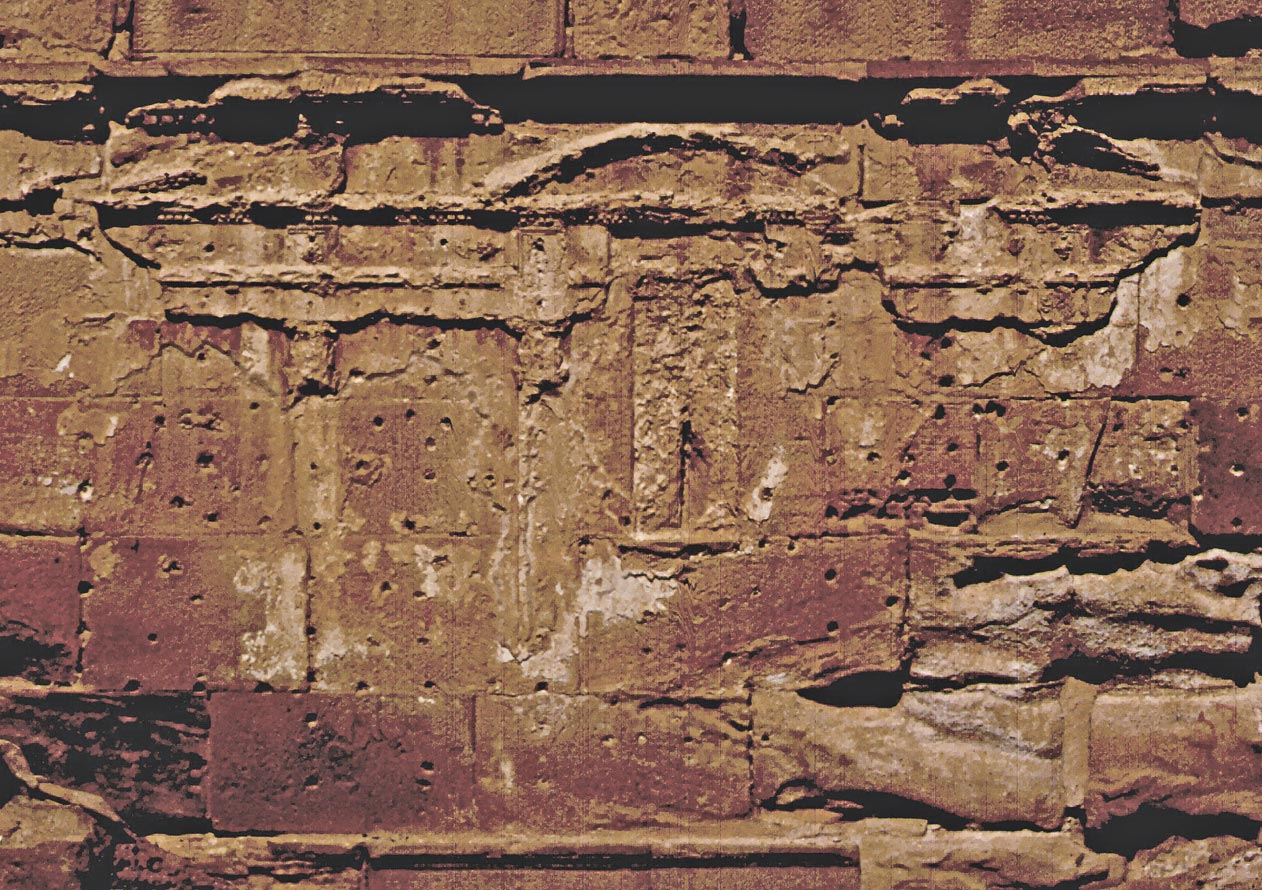
الجص في قصر البنت ، البتراء
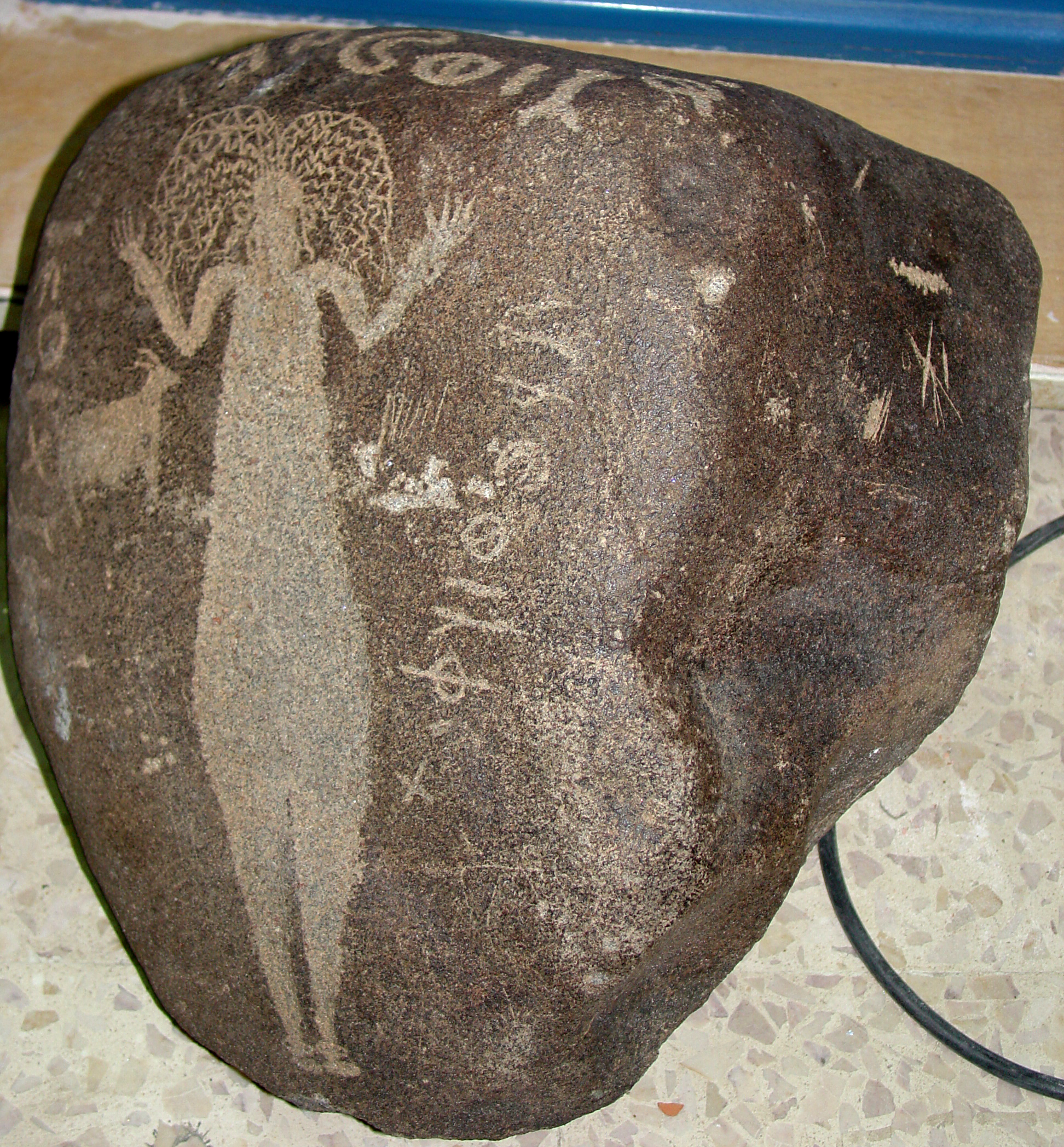
النحت النبطي خلال القرن الثاني أو الثالث.
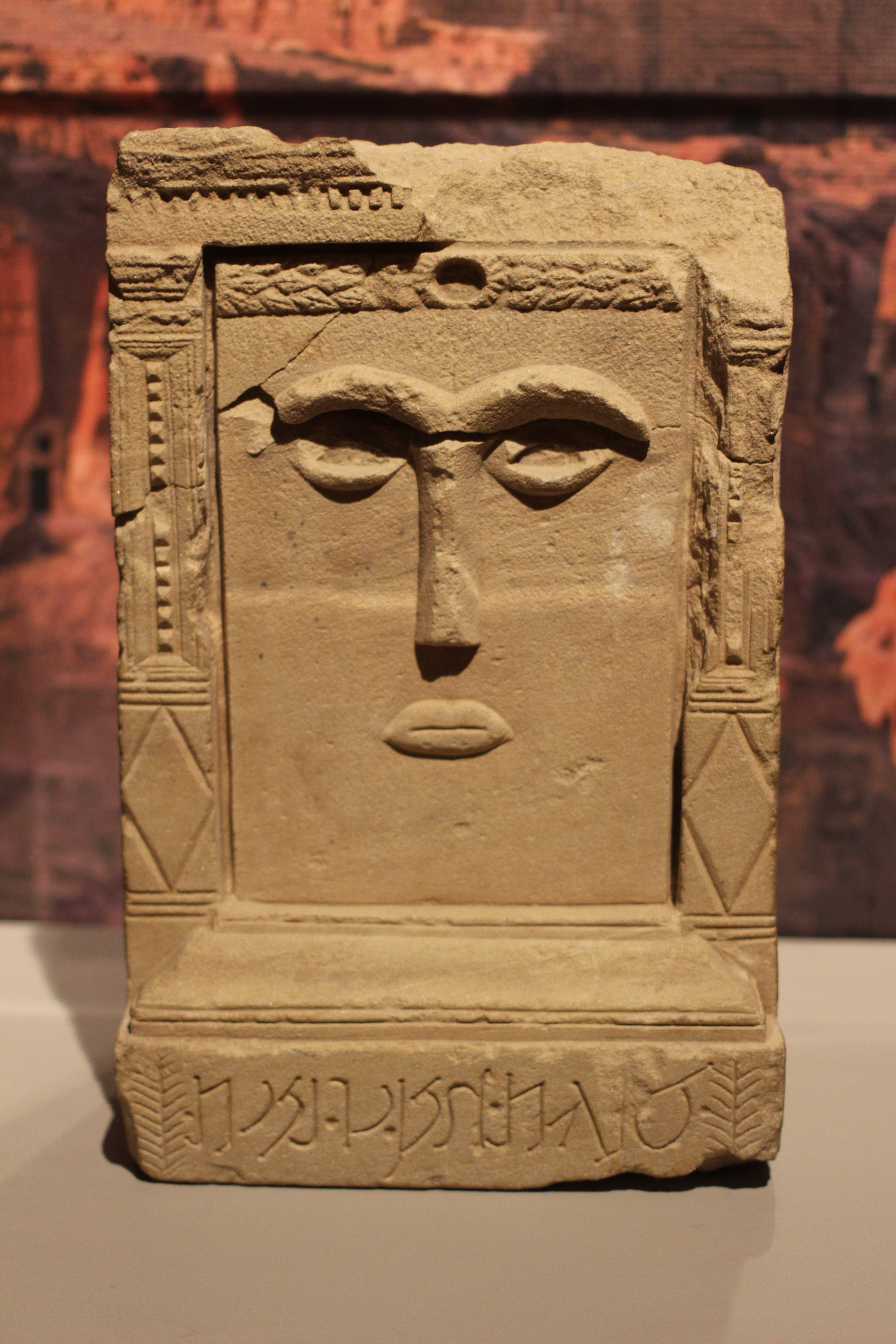
نبتة نبطية  (حجر مقدس أو بلاطة حجرية)

## أبرز المعالم التاريخية
- جبل القلعة.
- قصر حمام الصرح.
- قصر عمرة.
- قصر الحلابات.
- قصر الحرانة.
- قصر المشتى.
- قصر برقع.
- قصر طوبة.

## وصلات خارجية
- منحوتات أنيس معاني
- لوحات من قبل هاني علقم
- مطبوعات من قبل جمان نمري